# 이중부담

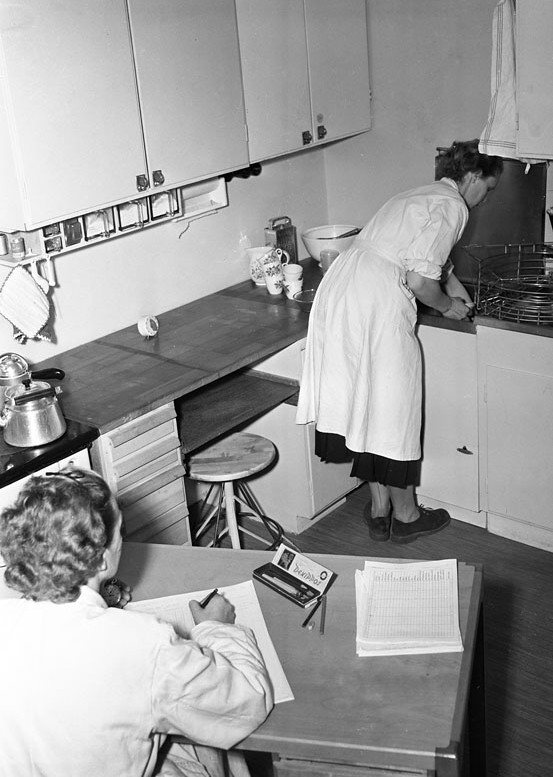
1950년 스톡홀름의 가정과목 실습 평가 모습. 한 여성이 교사 앞에서 요리 실습을 평가받고 있다.

이중부담(二重負擔) 또는 세컨드 쉬프트(영어: Second Shift)는 생계를 위해 유급 노동을 하는 사람이 퇴근 이후에도 가사 노동이나 육아와 같은 무급 노동으로 갖는 부담을 말한다. 직장 퇴근 이후에 가정으로 돌아오는 일이 제2의 출근이라는 의미에서 만들어진 말로, 이중일, 이교대, 무보수 겸직이라고도 부른다. 현대는 부부 모두가 직장을 다니는 맞벌이가 일반화되어 가고 있지만, 퇴근 이후의 이중 부담은 여성쪽이 훨씬 많이 부담하고 있다. 앨리 러셀 혹실드(Arlie Russell Hochschild)의 저서 《이중부담》(Second Shift)이후 여성의 무보수 가사 노동 등을 가리키는 말로 정착되었다.

## 요약
부부나 동거하는 파트너가 모두 유급 일자리를 가진 경우에서 여성이 남성보다 육아나 병든 가족을 돌보는 등 가사나 돌봄 업무에 훨씬 더 많은 시간을 보내는 경우가 많다. 이러한 결과의 상당 부분은 오랫동안 사회가 받아들여 온 전통적인 성역할 때문이다. 여성은 취업에서도 남성에 비해 불이익을 받기 때문에 이러한 노동시장 제약도 무급 노동의 대부분을 여성이 하게 되는 이유로 작용한다.
이러한 상황에 놓인 부부들에게 이중 부담의 영향을 기록하기 위한 노력이 이루어져 왔다. 추적 조사를 벌인 많은 연구들은 무급 노동에 기여하는 시간에서 남성과 여성 사이에 현저한 차이가 있다고 기록하였다.

## 원인
이중부담의 원인은 다양하며 중첩적이다. 근대이전의 전통적 문화였던 성역할에 따른 구분이 다양한 산업에 여성이 진출한 근대 이후로도 계속되어 요구되는 가운데, 노동시장의 성차별, 사회적 정치적 압력, 핵가족 안에서 여성의 역할에 대한 기대와 압력 등이 중첩적으로 작용하여 이중부담의 원인이 된다.

### 성 이데올로기
"성 이데올로기는 남성과 여성이 자신의 성에 알맞는 적절한 행동을 하여야 한다는 믿음과 연결되어 있다." 사회화는 성 이데올로기를 결정하는 데 중요한 역할을 하며, 한 때 가치가 있던 것과 문화가 필연적으로 다른 이데올로기를 뛰어넘지는 않는다. 전통적인 성 이데올로기는 여성은 간병인 남성은 공급자와 같은 역할을 부여하였고, 이러한 성역할 고정이 각각의 성별에 영향을 미치면서 이중 부담에 기여했다. 지난 수십 년간 성역할에 대한 태도가 보다 평등해졌다는 연구 결과가 나왔지만, "성역할에 대한 태도의 변화가 상응하는 집안일 배분을 동하지는 않았다"고 지적한다.

### 노동시장 제약

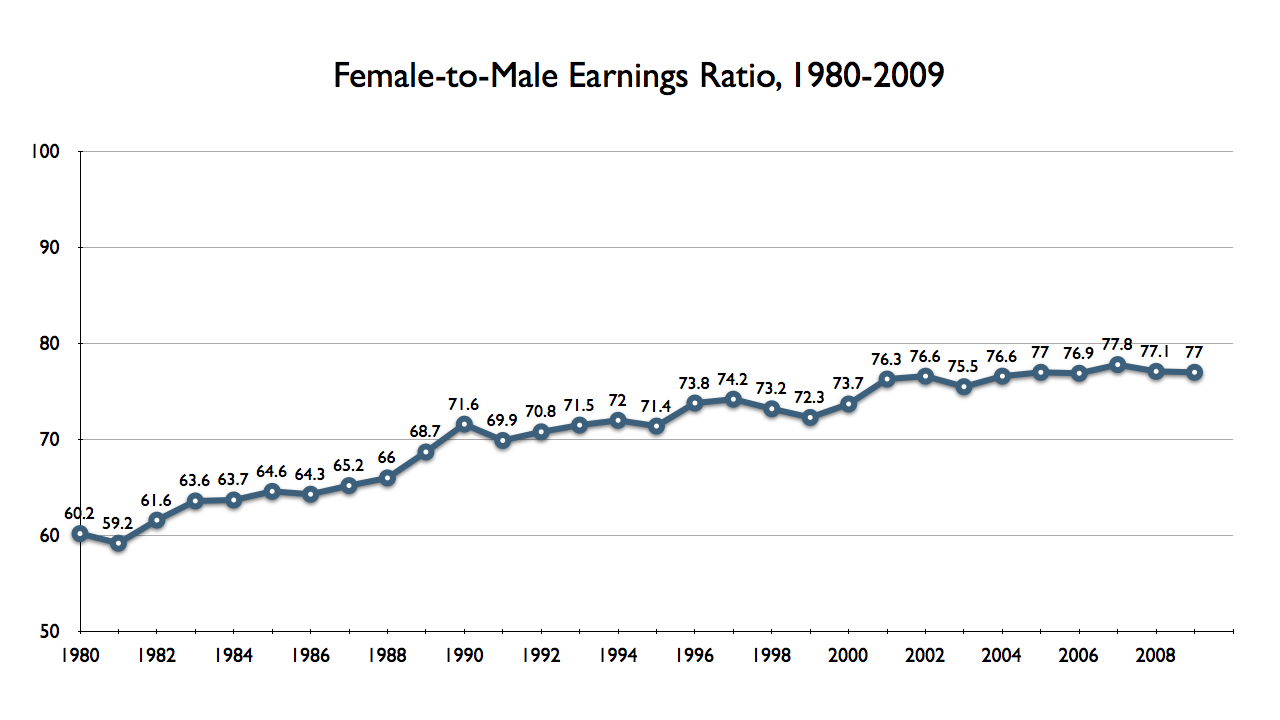
미국 성별 임금 격차 1980-2009

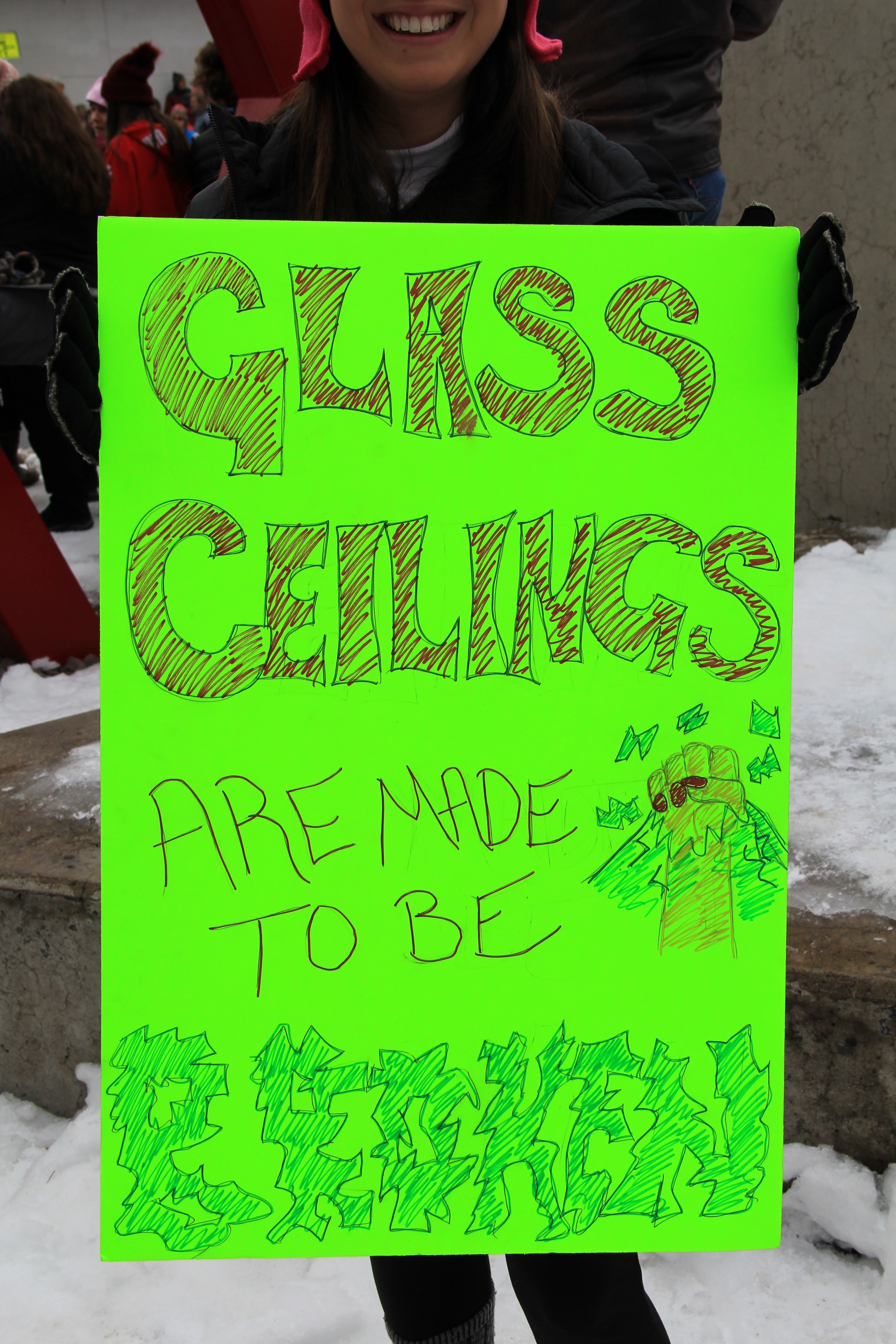
2018년 미국 몬태나주 미솔라의 여성의 날 행사에서 유리천장 분쇄를 요구하는 피켓을 든 여성

여성의 노동력 참여가 늘고 있음에도 불구하고, 성별 분업이 지속되고 있다. 노동시장에는 이중부담에 기여하는 여러 가지 제약이 있다. "여성들은 비정규직으로 대표되는 취업 불균형과 저소득 자영업 사이의 질 낮은 직업에 집중되어 있다." 비정규직 노동시장은 일반적으로 불안정하며, 정규직 시장과 달리 낮은 임금, 적은 혜택, 그리고 사회적 보호 부족이라는 특징을 보인다. 정규직 노동시장 내에서도 남녀 사이에는 직업별 구분과 성별 임금 격차가 있다. 직업적 분리는 수평적이거나 수직적일 수 있다: 수평적 분리는 여성이 얻을 수 있는 직업이 특정 부문으로 제약되는 것이다. 예를 들어 사무직 여성의 경우 경리와 같은 일에만 취직 시장이 열려있는 사례를 들 수 있다. 한편 수직적 분리는 승진과 같은 직업 계층의 상승에 명시적이든 암묵적이든 제약이 있는 것을 말한다. 명시적으로는 평등한 평가과 승진을 약속한다고 하더라도 실제로는 여성이 승진하는 경우가 극히 드문 것을 '유리천장'이라고 한다. 심지어 여성이 다수를 차지하는 직업에서도 보다 높은 지위의 많은 보수를 받는 위치는 남성이 차지하는 경우도 종종있다.
노동시장의 제약에 따른 직업 분리의 결과 성별 임금 격차가 발생한다. 성별 임금 격차는 '여성과 남성이 버는 임금 차이'다. 2008년, 전세계적으로 남성이 여성보다 16.5% 더 많은 수입을 올린 것으로 추정되었다. 성별 임금 격차가 좁혀지고 있지만 진척은 더디다. 여기에 성별 임금격차가 좁혀진 것은 여성 임금이 늘어나는 대신 남성 임금이 줄어든 탓도 있다. "지역간 지속적인 성 임금 격차는 교육과 기술 면에서 여성의 지속적인 불이익, 조직적인 목소리와 협상력의 부족, 노동시장 이동성에 대한 성별에 따른 제약, 시간제나 임시직 취업에 대한 상대적으로 높은 관여 등 많은 요소들을 반영할 수 있다." 노동시장의 많은 특성은 여성의 고용 기회를 제약하고 그들이 돌봄 노동을 책임지는 것을 더 쉽게 만든다.

### 사회적 압력
이중부담의 원인이 되는 사회적 압력은 다양하다. 가사노동의 경제적 가치는 제대로 평가되지 않고, 순수 가계 소득에서 제외된다. 직장에서는 여성이 남성보다 출산휴가를 요구할 가능성이 높다는 인식이 있다. 많은 고전 경제학자들은 보육이 국가의 경제 성장에 기여하지 않는다고 믿는다. 그들은 스웨덴과 같은 복지국가들이 비생산적인 일에 보조금을 지급하고 있다고 믿으며, 종종 아이들을 생산적인 노동자로 자라난다기 보다 소비만 하는 애완동물처럼 생각한다. 또한 여성이 유급 노동을 하기 위해 무급 노동을 한 시간 줄이는 것 보다 남성이 무급 노동을 하기 위해 유급 노동을 한 시간 줄이는 것이 보다 가계 순소득에 영향을 미친다고 생각한다. 이런 생각으로 가계 순소득을 계산하면 남성이 되도록 유급 노동 시간을 늘리고 여성은 적당한 유급 노동과 함께 무급 가사 노동의 이중부담을 지는 것이 가계 소득에 이롭다는 편견을 만들어낸다. 어차피 남성의 유급 노동 소득이 높으니 이중부담은 여성이 지는 것이 당연하다는 인식으로 이어진다. 또한 여성이 남성보다 출산휴가를 요구할 가능성이 높다는 인식은 급여가 높은 직업에 여성을 고용하기를 꺼리는 부정적인 영향을 주며, 여성들은 이러한 불이익에 대해 과반수가 그냥 참고 있다. 불만을 제기할 경우 오히려 불이익이 커질 수 있기 때문이다.

### 정치적 압력
2009년 여성주의 경제학 국제협회의 대표를 역임하였던 수잔 힘멜웨이트는 누구에게 권리를 주는 지가 하나의 정치적 압력으로 작용한다고 제안한다. 정치인들은 정책을 입안할 때 대개 유급 노동자의 입장만을 고려하고 무급 노동에서 유급 노동 사이의 다양한 처지의 사람들까지 고려하지는 않는다. 대개 여성이 남성과 비슷한 이유로 경제적 결정을 내린다고 생각하지만, 그러한 경우는 일반적이지 않다. 남성의 유급 노동은 보통 여가를 즐길 시간 대신 일하고 있는 것이라고 할 수 있겠지만, 여성의 유급 노동은 그 외에도 보육이나 가사 노동의 시간을 줄여 일하고 있는 것이다. 따라서 이중부담의 상황 아래에서는 여성의 보육 및 가사와 같은 무급 노동 시간도 유급 노동 시간과 합산되어 평가돼야 하지만 현실에서는 이러한 고려가 이루어지지 않기 때문에 여성의 노동은 가계 소득에서 남성의 것보다 적은 것으로 다루어진다. 여성이 소득을 위해 유급 노동시간을 늘린다고 가사 등의 무급 노동 시간이 주는 것은 아니기 때문에 전체 노동시간이 늘게 되고, 이로 인한 여가 시간의 감소는 여성에게 부정적인 영향을 줄 수 있다. 따라서, 소득세를 줄이기 위해 공공 지출을 줄이는 것과 같은 정책은 유급 노동에 더 많은 권리를 주는 것이지만, 여성 고용에 악영향을 미치고 여성의 이중부담 역시 강화하게 된다. 즉, 유급 노동의 권리를 더 보장하기 위해 채택된 정책이 여성을 비롯한 무급 노동은 소외시킬 수 있다.
이중부담을 둘러싼 또 다른 정치적 사안은 각종 정책들의 집행 방식이 가사 노동에 직간접적으로 어떠한 영향을 주는가 하는 점이다. 회사의 정책이 시간제 노동자를 보다 낮은 등급으로 평가한다거나 구조조정 등에서 임산부을 우선적으로 해고한다거나 하는 일은 여성의 권리를 제도적으로 제약하는 사례이다. 이러한 성차별에 대한 논쟁은 여전히 계속되고 있다.
정책에 의한 차별의 결과가 오히려 차별적 정책의 이유로 거론된다. 예를 들어 여성들이 전일제 노동보다 시간제 노동에 더 많이 취직되는 이유 가운데 하나는 임신과 출산에 따른 휴가를 제대로 보장받지 못하기 때문이지만, 오히려 여성들이 시간제 노동에 더 많이 종사한다는 것이 여성의 노동 생산력을 남성보다 낮게 잡는 이유가 되는 악순환이 반복된다. 그 결과 다른 사정을 전혀 고려하지 않은 채 회사가 일괄적 기준으로 복리후생비를 책정하고 남녀 모두에게 업무 수행 정도에 따른 비례적 지급을 하여 예외를 두면 안된다는 주장마저 나오게 된다. 이를테면, 생리휴가를 쓰는 여성 직원이 얄밉다는 반응이 있다.

### 유무급 노동의 구분
이중부담이라는 용어가 암시하듯이, 사람들은 종종 유급 노동과 무급 노동을 두 개의 분리된 실체로 생각한다. 즉, 남자나 여자가 유급 노동이나 무급 노동을 하고 있을 때 그 둘을 동시에 하는 것은 아니라고 여기는 것이다. 실제에서는 유급 노동과 무급 노동을 동시에 하는 경우가 많은 데 특히 여성의 경우가 그렇다. 이 경우 여러 가지 일을 한꺼번에 하기 때문에 생기는 노동 강도가 문제가 된다. 일은 많고 시간이 없으니 하루 안에 해야 할 일들을 동시에 진행한다. 그러나 가사 노동 조사는 대개의 경우 해당 시간에 한 일을 한 가지만 적도록 구성되어 있다. 예를 들어 청소도 하면서 아이도 돌보고 바늘질도 하는 것과 같은 노동은 고려되지 않는다. 이는 육아와 가사에 들이는 노동 강도과 시간을 과소평가는 원인이 된다. 두 개 이상의 일을 동시에 수행하는 이러한 메커니즘은 특히 개발도상국의 여성들에게서 흔히 볼 수 있다. 예를 들어, 카리브해의 시골 지역에서 많은 여성들은 한꺼번에 여러 가지 일을 진행하여 하루에 할 수 있는 일의 가지 수를 늘린다.

### 핵가족화 증가
출산율 감소 추세로 인해 가족이 어려울 때 의지할 직계 친척이 적은 핵가족화가 증가하고 있다. 이런 현상 때문에 돌봄과 같이 누군가에게 의지해야 할 일이 생기면, 예전에는 대가족의 구성원 누군가가 했던 일을 시장에서 서비스를 구매하거나 그렇지 않다면 부부 둘 중 한 명이 유급 노동과 병행하여 해결하여야 한다. 이러한 이중부담은 많은 경우 여성이 부담한다. 대한민국에서는 이에 더해 영아기에서 6세 미만의 자녀를 돌보면서 고령의 노부모도 함께 돌보아야 하는 이중돌봄도 3-40대 여성의 몫으로 돌아간다.

## 성별 격차
세계의 모든 곳에서 가사 노동은 여전히 여성이 더 많은 시간을 할애하고 있다. 부부 모두가 직장에 다니는 경우에도 가사 노동의 대부분은 여성의 몫이다. 한편, 남성의 경우에도 여성들이 짊어지는 이중부담으로 인한 영향을 받는다.

### 여성

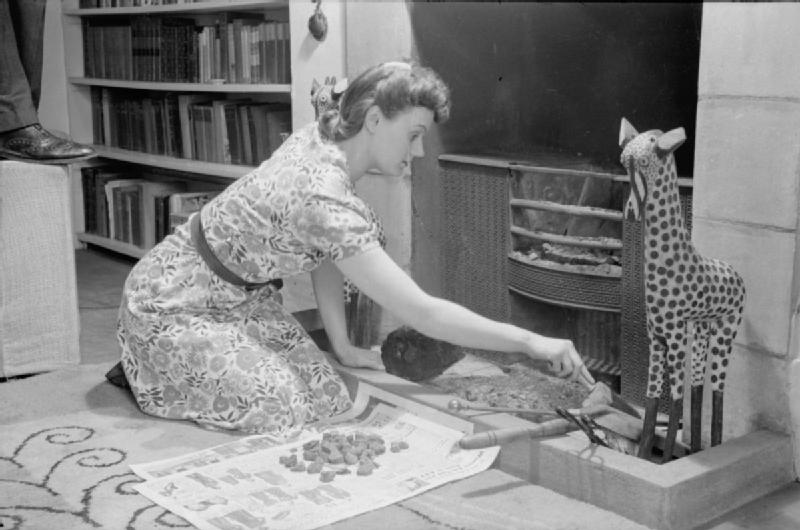
1941년 가사를 돌보는 영국 여성. 오늘날에도 집안 일은 여전히 여성의 몫으로 여겨진다.

부부 사이의 가사 노동 분업을 포함한 보다 구체적인 성 역할에 대해 전세계적인 조사와 많은 연구가 진행되어 왔다. UNICEF가 발간한《2007년 세계 어린이 현황》(The State of the World's Children 2007)에 따르면, 선진국이든 개발도상국이든 상관없이 일반적으로 여성이 남성보다 더 긴 시간을 일한다고 한다. 대부분의 연구는 부부 모두 정규직일 경우 여성이 남성보다 더 많은 양의 가사 노동을 담당한다고 보고한다. 세계은행의 중남미와 카리브해에 대한 연구에서 유급 노동을 하는 멕시코 여성들은 여전히 매주 가정에서 약 33시간의 가사 노동을 하지만, 이와 대조적으로 남편의 가사 노동 시간은 약 6시간에 불과하다. 이 연구의 더욱 주목할 만한 점은 "딸들이 매주 14시간 어머니를 돕지만, 아들은 아버지와 같이 주당 5 - 6시간만 가사 노동을 돕는다"는 점이다.
캐나다 통계청이 1만 가구를 대상으로 실시한 조사에서 평균적으로 남성은 육아와 가사일을 처리하는 데 하루 2시간 미만을 소비한 반면 여성은 3시간 미만을 소비했다. 이 연구는 부부 사이의 무급 노동에 불평등이 있음을 강조한다. 설문 조사 대상자 중 15퍼센트 미만의 커플만이 같은 양의 가사를 한다고 응답하였다. 조사 대상 중에서 집안 청소와 음식 준비를 한다고 응답한 남성은 51%였고 여성은 약 83%에 달했다.
존 프레드릭 콘웨이의 저서 《위기의 캐나다 가족》(The Canadian Family in Crisis)은 성별에 따른 이중부담의 영향을 탐구한다. 콘웨이는 이중부담을 하고 있는 캐나다의 남성과 여성 사이에 신체적, 감정적, 심리적 차이가 있다는 것을 발견하였다. 이 연구는 육아를 병행하는 직장 여성이 단지 가사 노동만 더 부담하고 있는 직장 여성 보다 불안과 다른 스트레스들에 더 많은 영향을 받고 있다고 밝혔다.

### 남성
직장을 다니면서 동시에 보육과 가사를 처리해야 하기 때문에 받는 영향은 주로 여성들에게 나타나지만, 남성 역시 그에 따른 큰 영향을 받는다.그러나 남성이 받는 영향은 여성의 것과 다른 방식으로 나타나기 때문에 잘 드러나지 않고 있다. 《위기의 캐나다 가족》에서 저자는 대부분의 연구와 조사가 남성이 받는 영향을 측정하지 않기 때문이라고 보면서, 그 이유를 여성의 스트레스는 집안일과 직업으로 구성된 직접적인 노동을 통해 볼 수 있는 반면 남성의 스트레스는 대부분이 일-가정 대립에 따른 의사 결정에서 비롯되기 때문이라고 설명한다. 남성은 가족의 미래를 위해 최선의 선택을 해야 하는 상황에서 작업량을 늘리며 초과 근무를 하고, 승진 경쟁에 보다 많은 시간을 들이며, 때로는 직장의 요구에 따라 전근을 승인하게 된다. 이런 상황에서, 남자는 가족 전체에 영향을 미칠 중요한 선택을 하도록 강요받으며, 이것은 더 많은 스트레스를 가져온다. 전통적인 성역할에서 남성은 가족의 중추로 여겨지고, 남성이 자신의 감정을 다른 가족에게 드러내는 것이 약점으로 여겨왔기 때문에 이러한 스트레스의 효과는 더욱 눈에 띄지 않는다. 연구 조사에서 대부분의 남성들은 자신이 가정에서 책임을 감당하기에 너무 약한 것으로 보이기를 원하지 않았다. 과거에 남성은 가족의 주요 경제 주체이자, 육체적 지주로 묘사되었다. 이것을 염두에 둔다면, 스트레스가 없다고 응답한 일부 사람들도 이러한 주제에 대해 조사했을 때 거짓말을 했을 가능성이 매우 높다.
즉 여성에게 부가되는 이중부담은 남성에게도 보다 많은 유급 노동을 해야만 하는 압력으로 작용되어 악순환 하게 된다. 남성이 보다 많은 시간을 직장에서 보낼수록 여성은 더 많은 이중부담을 지게 된다. 대한민국의 경우 IMF 구제금융 사태 이후 여성이 취직하여 맞벌이를 하는 것이 보편화되었으나 경제적 중심축이 여전히 남성에게 놓여 있다. 21세기에 들어 워라벨과 같이 삶과 가정에 대해 중요하게 생각하는 경향이 늘고 있지만 특유의 초과 근무 문화가 남아 있어 이로 인한 갈등 역시 여전하다.

## 종류

### 일-가정 갈등
양육은 그 자체만으로도 큰 과제이며, 부모 모두에게 일-가정 갈등에 따른 이중부담이 일어날 수 있다. 남녀 모두 직업적 요구와 가정의 요구가 상충할 때 스트레스를 받으며, 이에 따른 이중부담이 발생하면 직업과 가정 안에서 이루어지는 결정에 영향을 미친다. 부부가 아이를 갖기로 결정했을 때도 잠재적 영향을 미칠 수 있다. 직업이 있는 여성의 75%는 생애주기에서 가임기에 해당한다. 일-가정 갈등으로 발생하는 건강 상의 악영향이나 직장의 더 많은 요구에 대한 해결을 위해 부부는 무급 노동을 줄인다. 가장 먼저 줄이는 것은 사교를 위한 나들이나 방문과 같은 것들이고 더 나아가면 가족이 함께 하는 저녁 식사가 없어진다. 아리 베네넨과 메이 V. 케빈 등이 진행한 연구는 남성이 가정을 지극히 중요하게 여길 경우 업무 마저 포기하고 가정의 일을 우선으로 여길 수 있다고 보고한다.
일-가정 갈등으로 인한 이중부담을 줄일 수 있는 방법은 가사를 돕는 유료 서비스를 구매하거나, 탁아 시설을 이용하고, 여성의 출산 휴가 기간을 연장하는 것이다. 예를 들어, 노르웨이 여성들은 급여의 100 %를 보장받는 10개월 간의 출산 휴가와 80%를 보장 받는 12개월 간의 출산 휴가 가운데 원하는 것을 선택할 수 있다. 일부 기업은 직원의 업무 부담과 가정의 이중 부담을 인식하고 이를 해결하기 위해 탄력근로시간제를 운영한다. 탄력근로시간제는 유연한 근무 시간 적용으로 직원들의 스트레스를 줄이고, 결근, 이직도 줄어들며 생산성도 높여서 회사에 도움이 된다. 소피아 므왕기는 "부모가 되는 것은 기쁨이다. 부담을 갖지 말고 부모가 되어 느끼는 기쁨을 축복하자. 첫 걸음마, 첫 학교 연극, 졸업, 시험 합격, 첫 직장, 셜혼, 할아버지 할머니가 되는 날을 축하하자. 그게 무엇이건 우리의 아이들을 축복하자. 쉽지 않지만 누구나 저글링 하는 법을 익힐 수 있다."며 일과 가정 사이의 균형을 강조하였다.

### 학업-가정 갈등
유대인 고용 직업 서비스의 활동가 캐롤 제이콥스는 가정을 꾸리는 것은 쉬운 일이 아니며, 가정을 꾸리면서 학업에 복귀하는 것은 특기할만한 결정일 수 있다고 말한다. 그는 복학하고자 하는 사람들에게 "원하는 분야의 사람들과 이야기를 나누고 교육 컨설턴트를 받으라"고 조언하면서 "이것은 가족이 함께 결정할 문제다. 당신은 자녀의 소프트볼 경기를 보러 가거나 저녁 식사를 함께 준비할 시간이 있는가?"라고 묻는다. 자녀들이 충분히 자랄 때까지 복학을 미루는데는 그만한 이유가 있다. 끊임 없이 손이 가는 어린 자녀를 다른 사람 손에 맡기고 싶지 않을 수도 있고, 학령기 자녀의 학교 행사를 놓치기 싫을 수도 있다. 자녀가 너희 부모는 어디 계시냐는 질문의 의미를 이해할 나이가 되어서야 복학을 결정하더라도 죄책감이 덜하다. 가정을 꾸리면서 학업을 진행하는 것은 추가적인 비용을 발생시키지만, 그 결과 보다 많은 지식을 얻고, 안정적이고 높은 소득이 보장된 직업을 기대할 수 있다. 대부분의 경우 이러한 부담에는 직업과 가족 및 학업의 균형을 맞추려고 한다. 왜냐하면 그들은 현재도 가족을 부양하기 위해 일을 해야 하기 때문이다. 가족과 일 때문에 정규적인 교육 과정에 시간을 들이기 어려운 사람들은 온라인 수업을 통해 학업을 지속하기도 한다. 예를 들어 델라웨어 대학교와 피닉스 대학교 온라인은 간호학 학사와 석사 교육과정을 모두 보유하고 있다.

### 부모 유형별 이중부담

#### 한부모 이중부담

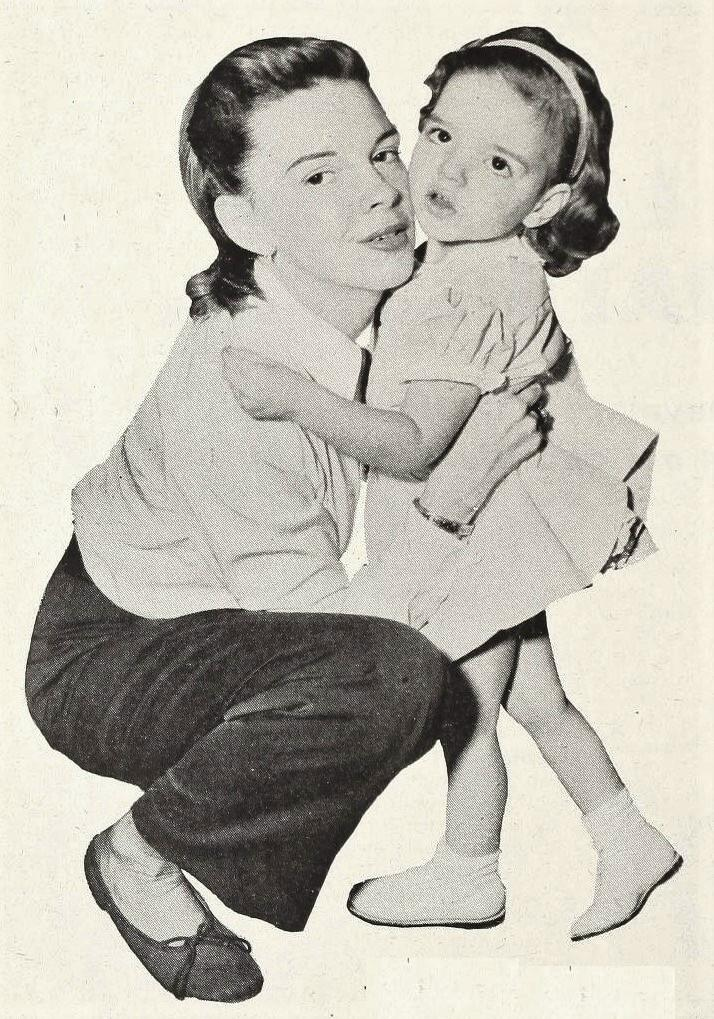
주디 갈런드는 배우 활동을 하면서 딸을 기르는 싱글맘이었다.

한부모 가정의 상황은 단일하지 않다. 미혼모 또는 미혼부일 수도 있고, 이혼, 별거, 사별 등 여러 가지 일로 인해 한부모가 될 수 있다. 대한민국의 경우 2018년 조사된 한부모 가정의 유형은 이혼 77.6 %, 사별 15.4 %, 미혼 4.0 %, 별거 2.9 %, 기타 0.1 % 이었다.
"한부모는 일반적으로 부부가 함께 있는 가정에서 가사를 분담하는 사치를 누릴 수 없고", "가사의 분업을 통해 보다 전문적인 역할을 함으로서 생기는 가사 노동의 효율도 기대할 수 없으며" 그 누구와도 자신의 가사를 나눌 선택권조차 없다.
이중부담을 언급할 때 부부가 모두 있는 경우를 일반적으로 여기고 이러한 상황에서 여성의 추가적 부담을 다루지만, 한부모 가정과 비교하면 부부가 함께 가정을 이루는 경우 어떤 식으로든 일과 가정의 균형을 맞추려고 노력한다면 남성의 가사 분담 역시 큰 부분을 차지한다. 한부모 가정에서는 이러한 조력을 전혀 기대할 수 없다. 《위기의 캐나다 가족》에서 콘웨이는 에이클러의 말을 빌려 "남성 역시 일-가정 갈등에서 일어나는 이중부담을 받을 수 있지만 무시되는 경향이 있다"고 지적한다. 부부가 함께 가정을 이루는 경우엔 전통적인 성역할에 기대어 남성이 이중부담을 회피할 수 있을 지 모르지만, 홀로 아이를 키우는 아버지가 된다면 그 역시 이중부담의 상황에 놓이게 된다. 다만 남성은 통계적으로 여성 보다 소득이 많고, 재혼 가능성도 더 높으며, 독신 생활 기간이 더 짧기 때문에 이 경우도 홀로 아이를 키우는 어머니의 부담이 더 가중되기는 한다. 그렇다고 한부모 가정의 아버지가 받는 이중부담이 적다는 것은 절대로 아니다. 한 연구는 이중부담을 견디지 못한 한부모 가정의 아버지 가운데 5 %는 해고되며 8 %는 사직한다고 보고하였다.
한부모 가정 어머니의 경우 가장 취약한 점은 경제적 어려움이다. 가사 노동을 전담하면서 안정적인 소득을 얻을 수 있는 일자리 자체가 많지 않고, 직장에서도 차별에 직면할 수 있다. 한부모 가정 어머니의 빈곤율은 한부모 가정 아버지의 두 배에 달한다.

#### 부부간 이중부담
맞벌이가 일반적인 상황이 되면서 여성이 퇴근 이후에 가사 노동을 전담하는 이중부담 역시 일반화되었다. 이러한 상황이 오래 지속되면 여성은 분노와 좌절감을 느낀다. 2004년 미국 노동통계국은 여성이 남성보다 집안일을 두 배 더 수행한다고 발표하였다. 이러한 이중부담은 전통적인 성역할 이데올로기 외에도 여성이 집안의 청결이나 보육에 기대치가 더 높다는 점도 작용한다. 또한 미국 남성들은 퇴근 이후 가사 부담에 따른 "제2의 교대근무"를 회피하기 위해 차라리 집 주변에서 추가적인 노동을 하는 것을 선호한다. 1980년대 이후 이중부담이 증가함에 따라 여성들은 결혼 생활에 더 비판적이 되었고 이혼율 증가의 원인 가운데 하나가 되었다.
맞벌이 부부의 이중부담은 세계적 현상이다. 서로 다른 문화를 가진 세계 곳곳에서 이중부담에 따른 갈등이 일어나고 있다. 여성이 가정에 헌신하도록 하는 사회적 압력이 가장 강한 나라는 일본이다. 일본은 아내가 하루 종일 일하고 들어와도 가사와 육아를 전담하는 것을 당연히 여긴다. 남미의 경우 보다 남성의 가사 참여가 많지만, 많은 경우 여성의 이중부담은 여전하고 취직의 기회 자체가 적어서 가정 노동을 전담하는 경우도 흔하다. 유럽 남성은 자식들과 놀아주는 것을 중요하게 여기지만 육아 전반에 함께 참여하는 것은 꺼리며 가사를 동등하게 나누는 경우도 거의 없다. 남편들은 보통 자신이 집안일을 여성과 똑같이 할 수 있다고 생각하지만, 아내가 하는 만큼 가사를 처리하는 경우는 드물다.
성역할 이데올로기 이외에도 일반적으로 남성의 소득이 더 많다는 것도 이를 바탕으로 한 비교우위에 따른 가사 분담을 주장하는 이유가 된다. 남성이 직장에서 초과 근무를 하는 편이 가사를 분담하는 것보다 가정에 보탬이 된다고 생각하는 것이다.

### 계층별 이중부담
이중부담을 해결하는 방안은 계층마다 다르다. 중산층이라면 가사일을 도울 서비스를 유료로 이용할 수도 있다. 숙식을 제공하며 고용하는 식모에서 파출부, 가정관리사 등의 사람들을 고용할 수도 있고, 육아 역시 탁아소를 이용할 수 있다. 가사를 줄이기 위해 전자레인지, 세탁기, 식기세척기와 같은 가전제품도 사용하며, 식사 준비 시간을 줄이기 위해 외식을 하거나 미리 만든 음식을 배달시킬 수도 있다. 그러나 중산층 이하의 계층 특히 빈곤층에서 가사 노동에 들이는 잃어버린 시간을 "다시 사들이는" 것은 큰 경제적 부담으로 작용한다. 이들은 직접 보육과 돌봄, 가사를 해결하여 비용을 줄이려 하기 때문에 가사 노동의 강도 역시 중산층보다 더 크고, 건강상의 문제를 겪는다.

## 영향
이중부담으로 적절한 휴식을 취할 수 없게 되면 건강을 해칠 수 있다. 또한 이중부담을 여성이 전담하면 안정적인 취업이 힘들어져 소득 감소의 원인이 된다.

### 건강
직장을 퇴근한 뒤에도 가정사를 돌보는 이중부담을 전담하게 되면 건강을 위협 받을 수 있다. 우선 적절한 휴식을 할 수 없어서 스트레스를 받는다. 캐나다 여성 현황 보고서는 스트레스가 모든 질병의 80% 정도에 영향을 주며 건강 악화에 상관 관계가 크다고 밝혔다. 일-가정 갈등에서 스트레스가 심각한 사람들은 그렇지 않은 사람들 보다 병으로 인한 결근이 1.5-1.6 배 더 높다. 이러한 상황은 남성보다 여성에게서 더 많이 나타난다.
자녀가 없는 직장 여성이 자녀를 양육해야 하는 직장 여성보다 심리적으로 더 건강하다. 뿐만 아니라 사망률 역시 낮다. 1994년 런던 위생 및 열대 의학 대학의 로사문트 웨더럴, 헤더 조시, 수잔 맥런이 실시한 연구는 정규직이면서 자녀를 양육하는 여성들이 비정규직이면서 자녀가 없는 여성들 보다 사망률이 높다고 밝혔다. 이런 결과가 이중부담 때문이라고 단정적으로 말할 수는 없지만, 사회적인 추세를 살피는 데는 도움이 된다. 이 연구는 영국, 웨일스, 미국을 포함한 여러 나라에서 수행되었고,이중부담에 대한 보다 세계적인 관점을 제공한다.
서구권의 조사에서 여성이 남성보다 병으로 인한 결근일이 많다는 것이 지목되었다. 1996년 스웨덴에서 진행된 연구는 이러한 병결 가운데 상당 부분이 임신 기간 중에 일어난다는 점이 밝혀졌다. 이러한 결과는 임신과 출산, 육아로 이어지는 여성의 이중부담이 질병으로 연결된다는 것을 보인다. 육아를 하는 여성은 같은 직위의 남성보다 두 배 정도 더 많은 결근율을 보인다.
직업과 가정을 유지해야 하는 스트레스는 수면 손실로 이어질 수 있다. 전통적인 성역할에서 아침 식사를 준비하고 아이들을 등교 시키는 것은 엄마의 역할이다. 밤에도 어머니는 요리를 비롯한 각종 가사를 마친 뒤 가장 늦게 휴식을 취한다. 직장 여성은 남성보다 하루에 평균적으로 25분 정도 덜 자는 것으로 조사되었다.

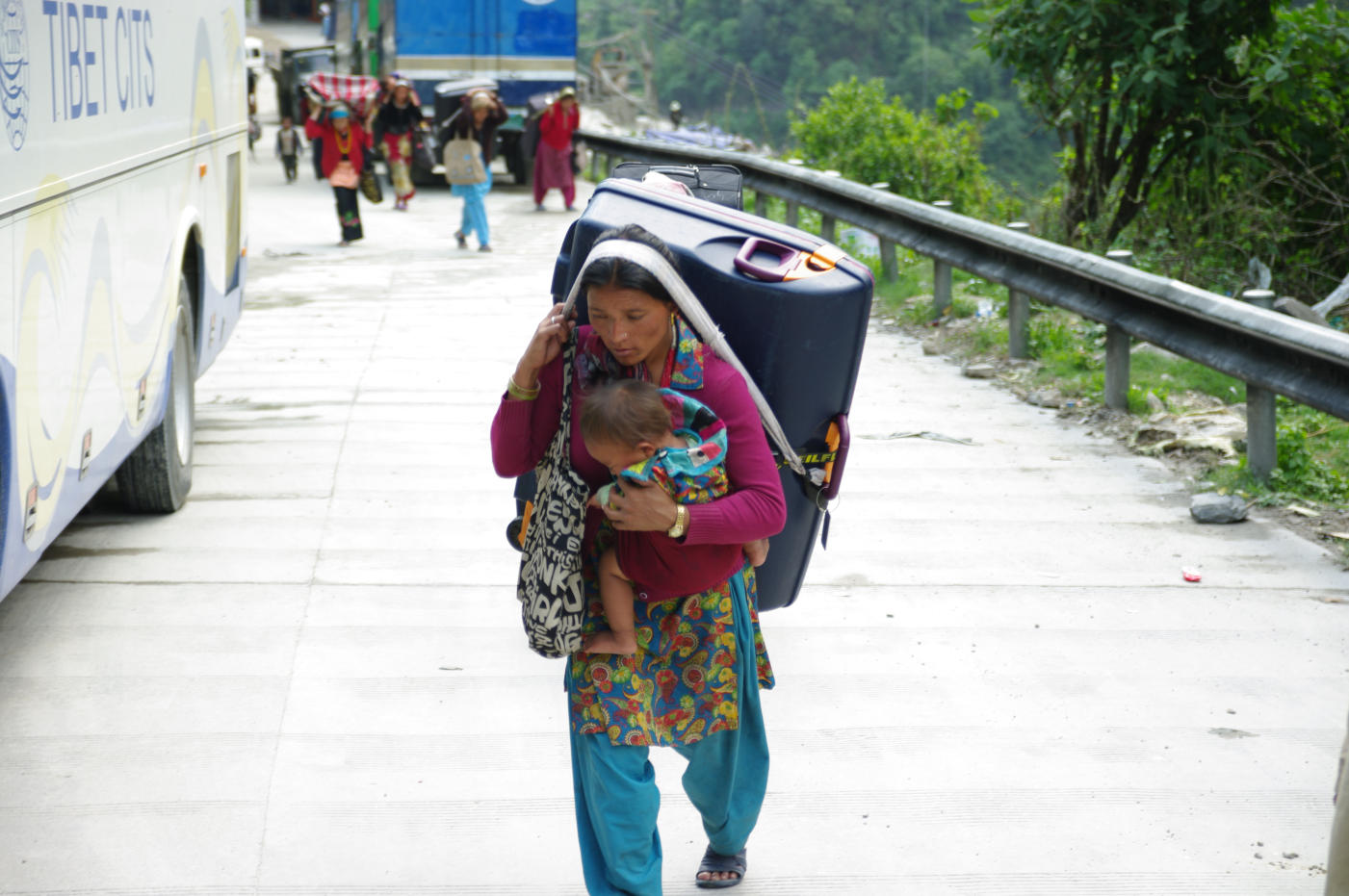
아이를 돌보며 일하는 티베트 여성

가사와 육아 노동은 한꺼번에 여러 가지 일을 할 수 밖에 없는 경우가 많다. 특히 저소득층에서는 도움을 받을 수 있는 경제적 여건이 되지 않아 노동강도가 더 쎄고 이로 인해 수면 부족, 스트레스, 여가와 휴식 부족과 같은 건강에 부정적인 결과를 가져오는 요소들이 많다.

### 경제적 악영향
힘멜와이트의 2002년 연구에서 여성은 남성보다 소득이 적기 때문에 이에 대한 반대 급부로 가사 노동을 전담하는 경향이 있고, 가사 노동을 전담하다보니 정규직 직업보다는 비정규직 직업이나 아르바이트를 하는 경우가 많으며 이것이 다시 적절한 소득을 보상 받지 못하는 악순환을 부른다고 지적하고 있다. 이런 상황에서 가정의 경제적 주도권은 비교적 소득이 높은 남성에게 돌아가고 남성은 남성대로 보다 많은 소득을 위해 가사는 여성에게 맡긴 채 초과 노동을 하려는 경향을 보인다. 가사 노동은 무급이므로 소득에 도움이 되지 않는다고 여기기 때문이다.
이렇게 이중부담을 떠안은 여성은 결혼 생활에 큰 불만이 생기고 스트레스를 받지만 안정적인 소득이 없어 이혼을 요구하는 것에도 제약을 받는다.

## 해결책

### 권력 전복
앞의 원인 섹션에서 살펴본 바와 같이 이중부담은 가부장적 권력구조와 자본주의적 노동 가치 모델의 산물이다. 따라서 그 결과가 비록 혼돈과 파멸이 될 잠재적 가능성이 가득하더라도 가부장적이고 자본주의적인 권력구조를 전복하는 것이 해결책이라는 주장이 있다.

### 가족 친화적 시책

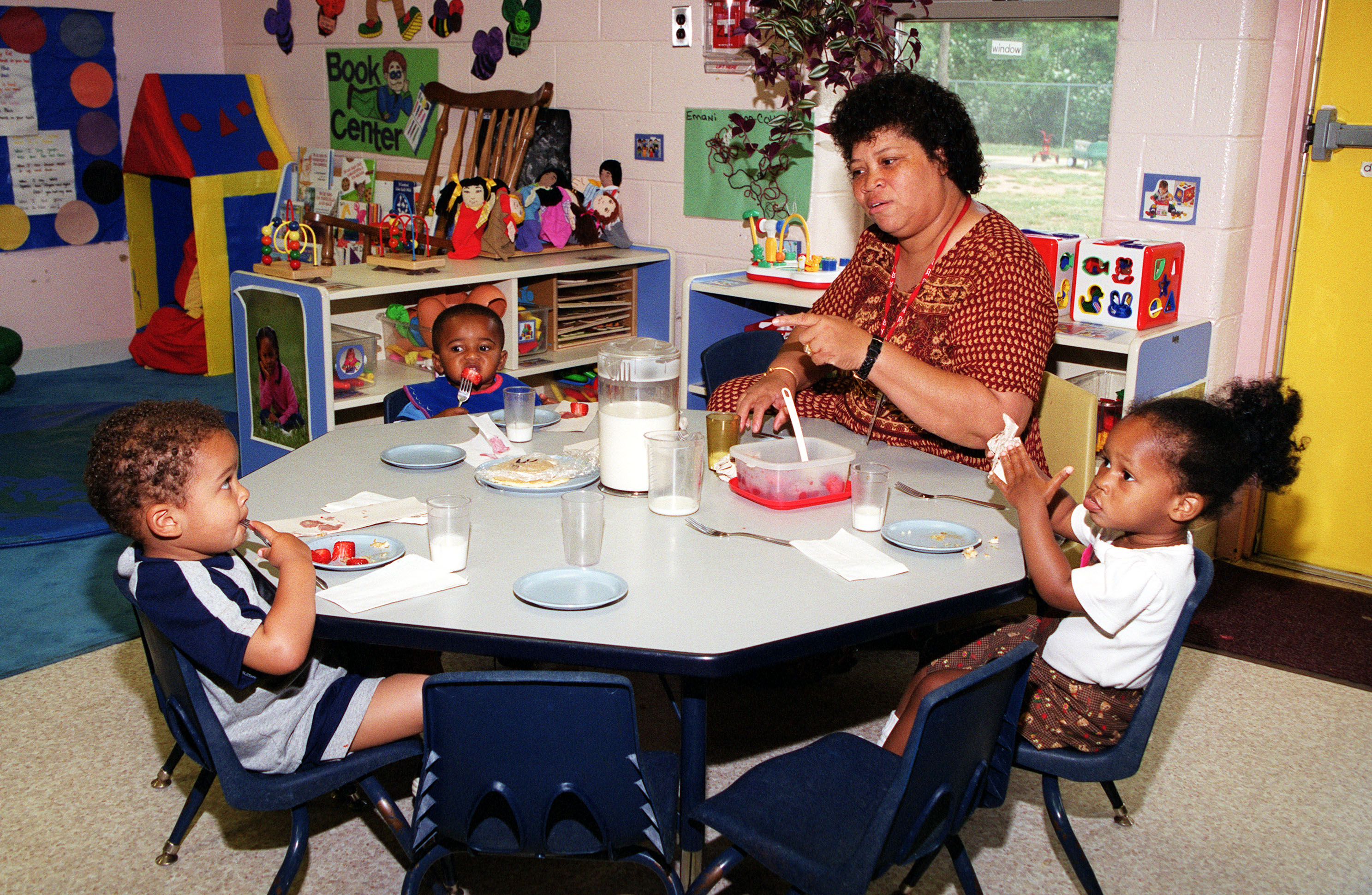
어린이집

가족 친화적 시책은 무급 가사 노동의 부담을 재분배하여 이중부담을 완화할 수 있는 해결책이다. 탄력적 근무 시간, 시간제 및 일자리 나누기, 육아 휴직, 육아 보조금, 직장내 어린이집과 같은 것들이 있다. 맞벌이 가정을 지원하는 주요 접근 방식은 "기업과 조직 내에서 사적이고 내부적이며 지역적인 시책으로 업무 규범, 관습 및 관행을 변화시키는 것"과 정부가 육아로 인해 취직, 승진, 보상의 기회를 희생하는 부모를 위해 적절히 개입하는 방법의 두 축이 있다.
북유럽 국가의 정부 개입은 가족 친화적 시책의 모범 사례로 꼽힌다. 예를 들어, 아이슬란드에서는 총 9개월의 육아 휴직 기간 중에 산모와 남편이 각각 3개월 이상을 보장 받으며 이는 부부간이라도 양도할 수 없다. 나머지 3개월은 공동 육아 휴직 기간이다. 육아 휴직 기간중 급여는 통상 임금의 80 %이다. 아이슬란드의 남성은 2001년부터 2003년 10월까지 평균 육아 휴직 기간이 39일에서 83일로 증가했으며, 양도 불가능한 3개월 보다 더 많이 휴직한 비율은 13%이다. 정부뿐만 아니라 기업도 자체적인 복리 제도를 마련한다. 맞벌이가 보편화된 선진국에서 대기업이 가족친화적 시책을 실천하는 것은 드문 일이 아니다.
육아보조금, 값싼 공공 보육 시설과 같은 시책도 여성이 집 밖에서 더 오랜 시간 일할 수 있도록 하여 직장 내 성별 차이를 크게 줄일 수 있다. 또한, 유급 노동과 관련된 정책을 개발할 때에는 유급 및 무급 분야에 미치는 정책의 영향을 평가하기 위하여 성별영향평가를 실시하는 것이 중요하다.

### 작업장 시책
탄력적 근무시간제 정책이 논의될 때 종종 하루 8시간씩 주 5일을 근무하여 40시간 보다는 차라리 하루 10시간씩 주 4일을 근무하여 40시간으로 할 수 있으면 주 3일을 쉴 수 있지 않느냐는 주장이 나온다. 그러나 이러한 탄력 근무는 매일 육아와 가사 노동을 해야 하는 입장에서는 결코 좋은 방안이 될 수 없다. 하루의 이중부담이 늘어날 수 밖에 없고, 육아와 가사는 거를 수 있는 성질의 노동이 아니기 때문이다. 많은 노동자들이 직장의 유급 노동과 가정의 무급 노동을 저글링하는 상황에서 기업은 우수한 인재를 끌어들이기 위해서라도 일-가정 갈등을 줄일 수 있는 시책을 고려해야 한다.

## 현황

### 산업화된 사회
오래 전부터 산업화 사회였던 유럽과 북아메리카에서도 제2차 세계 대전까지 여성의 취업은 드문 일이었다. 일반적인 상황은 남성이 생계를 책임지고 여성은 전업 주부로 가사를 돌보는 것이었다. 북아메리카에서 20세기 초 15세 이상의 여성 가운데 농장을 제외한 직장에 취업한 경우는 18%에 불과하였다. 미국의 경우 당시 취업 여성은 주로 백인 미혼 젊은 여성이었다. 이와 대조적으로 흑인을 비롯한 다양한 집단의 기혼 여성은 빈곤한 상황에서 열악한 노동을 하고 있었다. 당시 여성들의 노동은 임시적인 것으로 여겨졌으며 워킹맘이라고 하더라도 자녀가 장성하면 전업 주부로 전환하였다.
1920년대에 이르러 카페테리아, 세탁소, 탁아소와 같은 각종 서비스 산업이 발달하자 여성들의 취직 기회가 늘었지만, 이 역시 전통적인 성역할을 뒤흔들 정도는 아니었다. 사회주의를 표방하였던 소련도 이런 상황에서 크게 다르지 않았다. 스탈린은 여성이 직업을 갖기보다는 "자연이 준 위대한 의무" 즉 출산과 육아에 전념하는 것이 바람직하다는 주장을 하였다.

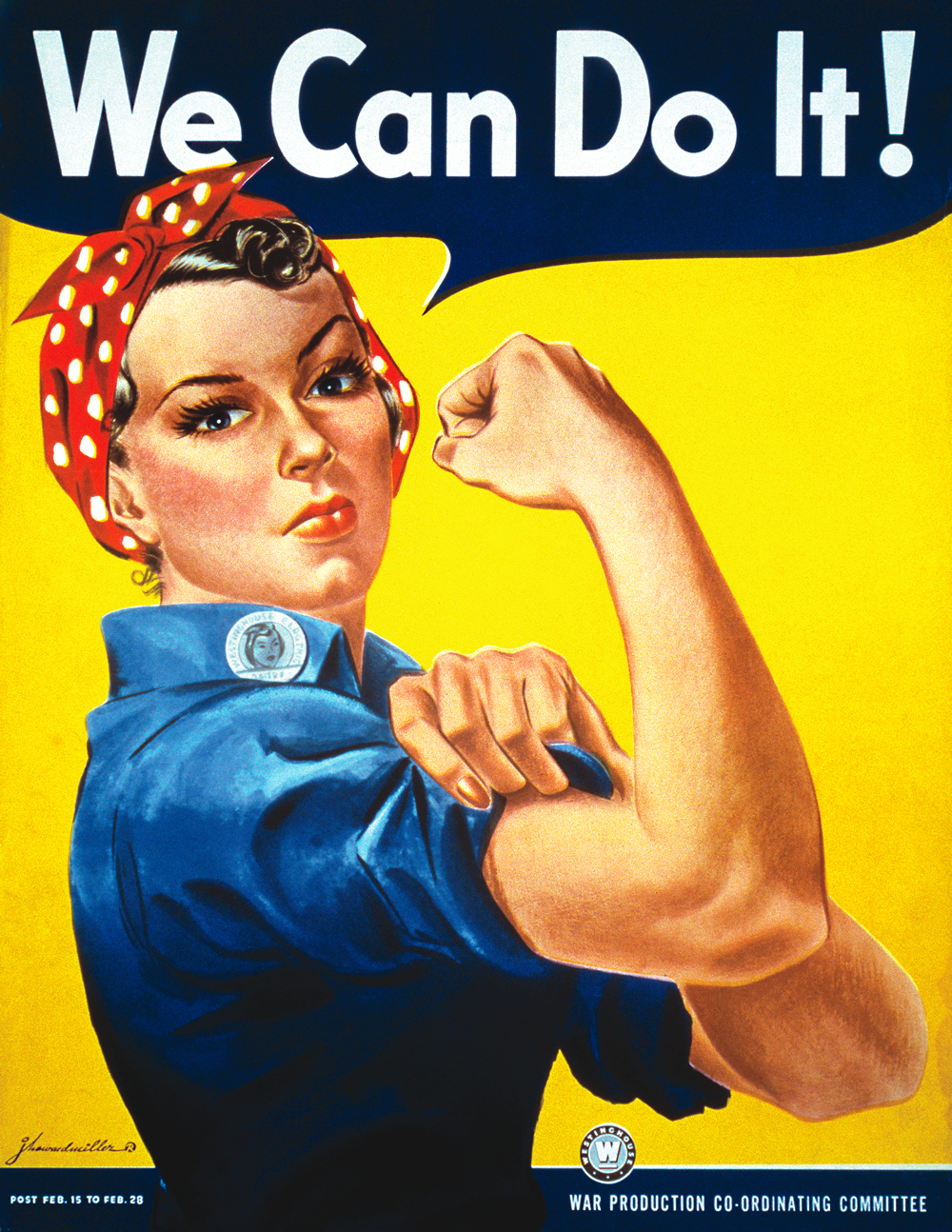
2차 세계대전 당시 여성의 취업을 장려하기 위해 제작한 포스터 "We Can Do It!" 이 포스터는 1960년대 이후 여성주의 운동의 상징으로 다시 사용되었다.

그러나 2차 대전의 총력전 상황에서 상당수의 남성이 전쟁터로 나가자 군수 산업을 비롯한 많은 제조업이 노동부족을 겪었다. 국가는 리벳공 로지와 같이 군비 생산을 위해 여성들의 공장 취업을 장려하였다.
전쟁 기간 제조업에 투입된 여성 노동자들은 전쟁 이후 대부분 다시 전업 주부로 돌아갔지만, 여성의 노동 참여에 대한 생각을 바꾸는 계기가 되었다. 그리하여 전후 재건과 산업 발전이 일어나자 점차 여성의 취업이 확산되었다. 동시에 진행된 핵가족화로 20세기 후반 전형적인 가족의 모습은 부부와 미혼 자녀로 구성된 맞벌이 가정이었다. 그러나 가사 노동의 대부분을 여전히 여성이 전담하면서 이중부담 문제가 불거지게 된다.
20세기 말에서 21세기 초에 들어 특히 북유럽을 중심으로 가족 친화적 정책과 이중부담의 해소를 위한 국가 사회적 노력이 활발해졌다. 그러나 서유럽과 미국, 캐나다에서 여성의 이중부담은 여전한 사회적 문제이다. 서유럽의 경우 20세기 중반 심각한 저출산을 겪었다. 각국은 저출산의 이유 가운데 하나로 이중부담을 인식하고 유급 출산 휴가와 휴직 후 재취업 지원 프로그램과 같은 정책들을 시행하면서, 남성 역시 이러한 이중부담 구조 속에서 일-가정 갈등을 겪는다는 점도 주목하고 탄력 근로시간제와 같은 정책을 도입하였다. 그 결과 여성의 경제 참여도 역시 증가하였으며 출산율도 회복하였다.

### 라틴아메리카
세계화의 확산 이후 지난 30년 동안 라틴아메리카는 기존에 강성하였던 미숙련 노동자의 영향력이 감소하고 경제의 비공식 부문이 확대되었다. 이로 인한 빈부 격차의 증가로 중산층 가정은 싼 값에 가사 노동을 맡길 사람을 쉽게 고용할 수 있게 되었고, 이중부담으로 인한 갈등이 줄어들었다. 반면에 빈곤층의 경우는 더욱 험하고 소득이 낮은 일거리를 구할 수 밖에 없게 되어 고통이 가중되었다. 현재 라틴아메리카 인구의 절반 가량은 비공식 부문 경제에서 소득을 얻고, 높은 실업률과 사회적 배제를 겪는다. 어린이와 노인을 위한 복지 제공이 어려워지고 가계 소득이 열악해지자 많은 가정에서 특히 여성들이 북아메리카로 밀입국하여 일을 하게 되었다. 미국은 이들 불법이민자들을 골치거리로 여기지만, 매우 값싼 서비스를 제공한다는 점에서 미국 내의 수요가 끊이지 않는다. 2000년대 이후 유료 돌봄 노동이 확산되면서 그 동안 무급 노동으로 여겨졌던 이중부담에 대한 인식 변화가 있다.
멕시코의 경우 NAFTA 이후 마킬라도라가 일반화되었다. 북미에서 원재료, 부품, 기계를 모두 무관세로 들여와 제조한 뒤 되파는 일종의 보세구역 제조업인 마킬라도라는 특성상 노동조건이 열악하고 작업장 역시 안전하지 않은 경우가 많다. 단순 조립 공정이 많은 특성 때문에 여성 고용이 많고, 이들 여성 노동자들은 열악한 환경으로 많은 스트레스를 받고 있으며 질병에 시달린다.
멕시코는 오포르투니다데스(스페인어: Oportunidades, 기회)와 같은 조건부 현금 지원 정책을 실시하고 있다. 이 프로그램은 빈곤층이 학생의 등록금과 같이 정확히 지정된 분야에 대해서만 지원을 받을 수 있도록 짜여 있다. 대부분의 경우 지원에 따른 이행 조건이 제시되는데, 특히 일정 시간 이상의 유급 노동을 조건으로 제시된다. 이는 빈곤층 여성이 가사와 보육을 위한 시간을 내기 힘든 결과를 초래했고 이중부담의 불평등을 가중시켰다.

### 동유럽
과거 공산주의 체제 아래서 동유럽 국가들의 모든 사람은 고용을 보장받았다. 다만 여성은 유급·무급 근로의 이중 부담을 겪으며 출산율이 낮아졌다. 사회적 평등에 대한 헌신과 출산율 감소 문제를 해결하기 위해 육아와 아동 수당 같은 일부 권리가 도입되었다. 예를 들어, 소련은 출산 휴가를 3년으로 연장하고 보육 중인 여성을 위한 시간제 노동이 도입되었다. 공산주의가 붕괴된 후 이러한 권리들은 주로 남성 중심으로 돌아가는 민주주의가 시행됨에 따라 폐지되었다. 여성 노동자가 늘어났지만 보육 등 복지 지원이 충분하지 않은 상황이다.

### 아시아
서아시아와 남아시아에서 여성은 노동인구의 3분의 1에 불과하다. 그들 중 많은 사람들, 심지어 더 현대화된 아시아 국가들의 여성들조차도, 비공식적인 분야, 예를 들어, 직원 건강 보험이나 연금 계획 같은 혜택 없이 돌봄이나 가르침과 같은 전통적인 여성 일자리에 관여하고 있다.
남녀가 함께 하여야 할 돌봄 노동을 여성이 전담하는 문화적 규범이 크기 때문에 아시아 국가에서는 이중 부담 문제가 더욱 심화되고 있다. 아시아 국가에서는 여성들이 아이를 돌볼 시간을 더 갖기 위해 출산 후 사직하는 것이 다른 선진국들에 비해 일반적인 현상이다.
가족 부양을 책임지는 여성도 비정규직인 경우가 많다. 예를 들어, 1997년 심각한 경제 위기로 인해 태국의 많은 여성들이 비정규직으로 일하게 되었으며 가사와 업무를 동시에 진행하기도 한다. 이는 여성들이 한 번에 한 가지 이상의 일을 함으로써 업무 강도를 증가시키고, 여성의 건강에 나쁜 영향을 미치는 것으로 나타났다.
- 직업건강심리학(en:Occupational_health_psychology

- 파트너효과(en:Partner_effects

- 재생산노동

- 일과 생활의 균형

## 같이 보기
- 재생산노동